# Port lotniczy Louang Namtha
Port lotniczy Louang Namtha (IATA: LXG, ICAO: VLLN) – port lotniczy położony w Louang Namtha w Laosie.